# Starmüller Géza
Starmüller Géza (Emőd, 1931. június 23.– Kolozsvár, 2022. január 30.) erdélyi magyar festő, építész, muzeológus.

## Életpályája
Dédapja osztrák vasútépítőként került a Partiumba, ahol megnősült. Apja az első világháborút követően, a Romániához csatolt Szilágyságot elhagyva, átszökött a határon, ott nősült meg, így született Starmüller Géza Borsod megyében. Iskolái egy részét is Miskolcon végezte.
1945-ben a Romániában maradt Starmüller család férfitagjait a Szovjetunióba deportálták málenkij robotra. Édesapja, hogy segítse a család itthon maradt tagjait, úgy döntött, hogy hazaköltöznek. Így Starmüller Géza iskoláit Szatmárnémetiben fejezte be 1949-ben.
1949 és 1955 között a Magyar Művészeti Intézetben tanult, ennek megszűnését követően pedig a kolozsvári Ion Andreescu Képzőművészeti Főiskolán. Mesterei Kádár Tibor és Erdős Tibor voltak. Előbb néprajzkutatóként dolgozott az akadémia magyar kutatócsoportjában, később a kolozsvári Művészeti Múzeumnál volt  alkalmazásban mint muzeológus. Vezetője volt a kolozsvári Várostörténeti Múzeumnak és titkára a kolozsvári műemlékbizottságnak. A kolozsvári Tervező Intézet területrendezési és műemléki osztályán is dolgozott mint tervező műépítész. Vetró Artúrral együtt országos pályázatot nyert.

## Egyéni kiállítások
Kolozsvár • Stuttgart • Szatmárnémeti.

## Válogatott csoportos kiállítások
Kolozsvár • Bukarest • Marosvásárhely • Kovászna.